# MiPT
Метилизопропилтриптамин (также известен как MiPT, от англ. Methylisopropyltryptamine), или N-Метил-N-изопропилтриптамин - психоактивное вещество из группы триптаминов, тесно связанное с DMT, DiPT и Мипроцином (4-HO-MiPT).

## Химия
Основание MiPT, в отличие от многих других триптаминов в их форме свободного основания, не так быстро разрушается от влияния света и кислорода.

## Дозировка
10-25 мг принимается перорально, эффект длится 4-6 часов.

## Эффекты
MiPT подчеркивает психоделичный/энтеогенный эффект над сенсорной/галлюциногенной активностью. Потребители сообщают не только о сильных психических эффектах, но и о изменениях восприятия.

## Правовой статус
В США не внесён в список наркотических средств и оборот его не контролируется, но он может быть рассмотрен как аналог другого стимулятора, альфа-метилтриптамина, но это не было проверено в суде.